# علاقات ماكسويل

علاقات ماكسويل في ترموديناميك و الفيزياء (بالإنجليزية:Maxwell relations ) هي مجموعة علاقات تفاضلية تصف العلاقات بين دوال الحالة لنظام حركة حرارية. سميت تلك الدوال السهلة باسم العالم افيزيائي الذي صاغها جيمس ماكسويل.

## الحركة الحرارية
علاقات ماكسويل بشأن طبيعة الحركة الحرارية أو ترموديناميك تبين تغير أحد دالات الحالة مثل درجة الحرارة T أو الإنتروبية 'S عندما تتغير دالة أخرى من دوال الحالة مثل الضغط p أو الحجم .
يمكن استنباط تلك العلاقات عن طريق إجراء تفاضل كامل لدوال الحالة :
طاقة داخلية U, إنثالبي H, طاقة حرة F أو إنثالبي G.
(أنظر دالة خاصة (فيزياء)).
وطبقا لقانون شفارتز في حساب التفاضل بالنسبة لدالة حالة f تكون
{\displaystyle {\frac {\partial ^{2}f}{\partial x\partial y}}={\frac {\partial ^{2}f}{\partial y\partial x}}}
وعندما نطبق تلك القاعدة على دوال الحالة U و H و F و G نحصل على علاقات ماكسويل :
{\displaystyle \left({\frac {\partial T}{\partial V}}\right)_{S}=-\left({\frac {\partial p}{\partial S}}\right)_{V}}
{\displaystyle \left({\frac {\partial T}{\partial p}}\right)_{S}=\left({\frac {\partial V}{\partial S}}\right)_{p}}
{\displaystyle \left({\frac {\partial p}{\partial T}}\right)_{V}=\left({\frac {\partial S}{\partial V}}\right)_{T}}
{\displaystyle \left({\frac {\partial V}{\partial T}}\right)_{p}=-\left({\frac {\partial S}{\partial p}}\right)_{T}}
وتفهم العلاقة الأولى من تلك العلاقات كالآتي : معدل تغير درجة حرارة T النظام بالنسبة لتغير الحجم V عند ثبات الإنتروبية S يساوي معدل تغير الضغط p بالنسبة لتغير الإنتروبية S عند ثبات الحجم V. وتعني العلامة السالبة أمام تغير الضغط بالنسبة تغير الإنتروبية أنه إذا كان معدل تغير درجة الحرارة بالنسبة لتغير الحجم بالزيادة يكون معدل تغير الضغط بالنسبة إلى تغير الإنتروبية بالنقصان .
وبالنسبة للمعادلة الثانية : معدل تغير درجة الحرارة بالنسبة إلى تغير الضغط يكون متساويا لمعدل تغير الحجم بالنسبة لتغير الإنتروبية، أي إذا تزايد هذا تزايد أيضا ذلك.